# Pastourelle
Die Pastourelle (französisch; okzitanisch auch Pastorela oder Pastureta; gelegentlich auch als Pastorelle bezeichnet,  von lateinisch pastora, „Hirtin“) ist eine formal schlichte Gattung, die gegen 1150 in der okzitanischen Lyrik der Trobadors entstand und in andere europäische Literaturen des Mittelalters übernommen wurde. Thema der Pastourelle ist das unverhoffte Zusammentreffen eines Ritters mit einer Hirtin in freier Natur. In der Urversion der Gattung endete die Begegnung mit der Abweisung des sozial höherstehenden werbenden Mannes durch die junge Hirtin, doch wurden rasch auch andere Varianten verfasst, insbesondere naturgemäß solche, in denen der Mann an sein Ziel gelangt.
Diese älteste überlieferte Pastourelle stammt von dem okzitanischen Troubadour Marcabru (L’autrier jost’una sebissa); die Blütezeit der Gattung lag im 13. Jahrhundert. Aus dem 14. Jahrhundert sind unter anderem Pastourelle von Oswald von Wolkenstein überliefert. Die spätere pastorale Dichtung der Renaissance und des Barocks geht nicht auf sie zurück, sondern hat antike Wurzeln.

## „Pastorella“ in der Musik
In der Musik des Barocks kommt die Bezeichnung „Pastorella“ nicht selten bei Instrumental- beziehungsweise Orchestermusik vor. Zum Beispiel bei Johann David Heinichen, Kapellmeister des Dresdener Hofs: Er ahmt in seinem Concerto C-Dur (Seibel 211) im zweiten Satz unter dem Titel „Pastorell“ eine ländliche Dudelsackmusik mit Streichern und Oboen naturgetreu nach. Damit wird, parallel zur Schäferlyrik und zum Schäferspiel auf der Bühne, der Mode der ländlichen Fête galante eines Antoine Watteau gefrönt.